# Prochoerodes nubilata
Prochoerodes nubilata là một loài bướm đêm trong họ Geometridae.